# Redfern
Pour les articles homonymes, voir Redfern (homonymie).
Redfern est un quartier populaire de Sydney, capitale de la Nouvelle-Galles du Sud et principale ville d'Australie.

## Description

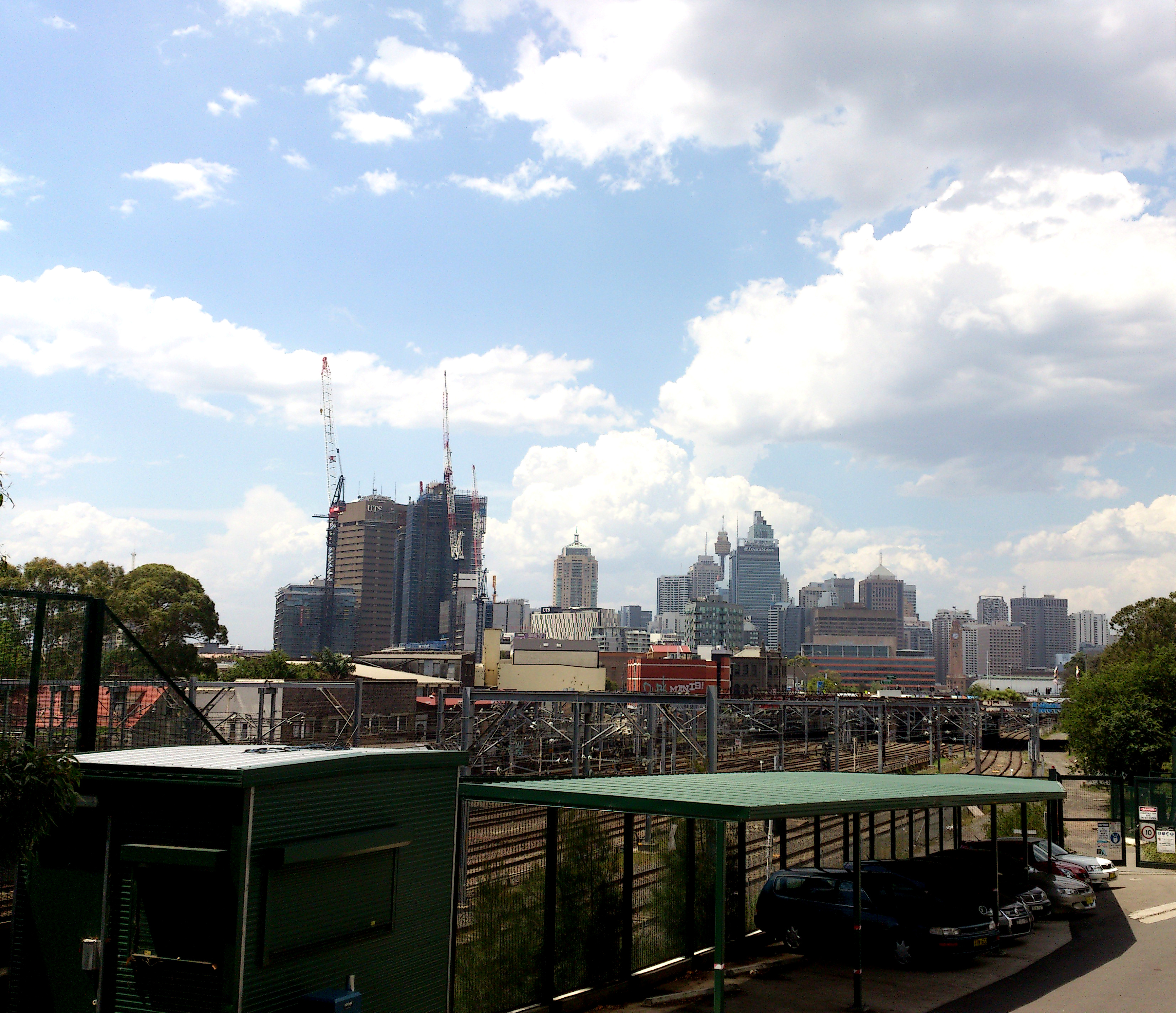
Redfern Bridge

Redfern est situé à 3 kilomètres au sud du quartier central des affaires de Sydney et fait partie de la ville de Sydney. En 2011, Redfern comptait 12 035 habitants pour une superficie de 1,2 km2.
La banlieue doit son nom à William Redfern, un chirurgien qui a obtenu 100 acres (0,4 km2) de terre dans cette région par Lachlan Macquarie.
Redfern abrite entre autres l'équipe de rugby à XIII des South Sydney Rabbitohs basé au Redfern Oval.
La principale rue commerçante est Redfern Street, à l'est de la gare. Il y a aussi des développements commerciaux à proximité, le long de Regent Street et aux alentours.
La gare de Redfern, à l'ouest de la banlieue, est une station importante du réseau Cityrail. C'est la première station au sud de la gare centrale de Sydney. C'est la gare la plus proche du principal campus de l'Université de Sydney à Camperdown et Darlington.
La population de Redfern s'étend sur un large éventail de caractéristiques socio-économiques. Cela est dû en partie à la géographie de la ville. L'est de Redfern s'embourgeoise de plus en plus, avec de nombreux  développements de moyenne et haute densité.
Environ 50,8 % de la population est née à l'étranger.
The block est un espace à proximité immédiate de la gare délimité par Eveleigh, Caroline, Louis et Vine Streets. Eveleigh Street, qui fait partie de "the block est bien connue pour sa communauté.

## Émeutes de 2004
Les émeutes de Redfern ont commencé le 14 février 2004, au bout de Eveleigh Street vers la gare de Redfern, déclenchées par la mort de Thomas « TJ  » Hickey. L'adolescent, monté sur son vélo, aurait été poursuivi par une voiture de police, ce qui a conduit à son empalement sur une clôture. Des membres de sa famille ont été signalés d'avoir commencé de deuil de « TJ  » autour de Eveleigh Street avec un rassemblement de foule de commisération avec la famille. Des flyers ont été distribués accusant la police de la mort de « TJ  ».
La police a fermé l'entrée de la gare sur Eveleigh Street, mais les jeunes dans la foule sont devenus violents, lançant des briques et des bouteilles, ce qui a dégénéré en une émeute. Une enquête ultérieure a révélé que la police suivait bien Hickey mais qu'ils n'avaient pas causé l'accident, un verdict qui a provoqué la controverse dans la communauté autochtone de Redfern. Les émeutes ont suscité un nouveau débat sur le bien-être des aborigènes australiens et la réponse de la police à ceux qui vivent dans la région de Redfern.